# 鷺環海天度假酒店
鷺環海天渡假酒店（葡萄牙語：Resort Grande Coloane），是位於澳門的一間五星級酒店，前身是由威斯汀酒店管理的“澳門威斯汀渡假酒店”，酒店座落於路環南岸的黑沙海灘旁，擁有208間客房，更設有18洞的澳門高爾夫球鄉村俱樂部。

## 概述
1994年，鷺環海天渡假酒店的前身“澳門威斯汀渡假酒店開業，是路環島首間五星級豪華酒店。到2014年，威斯汀酒店品牌撤出，目前該酒店正式易名並更為現名，由雅辰酒店集團管理。
2002年世界杯比賽前，葡萄牙國家足球隊抵澳集訓，於5月18日中午12時50分飛抵澳門國際機場並於1時30分下榻寰鼎渡假酒店，將會在25日下午7時45分中葡兩國足球隊將在澳門運動場舉行中葡對抗賽。
2014年海島旅遊發展有限公司宣布，旗下名為「澳門威斯汀度假村」的高級度假村，將於6月22日起易名為 「Grand Coloane Beach Resort」。新名稱將進一步凸顯物業作為豪華精品度假村的尊貴特色，以及其座落於路環島海岸、坐擁黑沙海灘及南中國海壯闊景致的優越地理。
2014年第四屆澳門遊艇展首次在酒店舉行，遊艇停泊方式屬首創，將在距離黑沙海岸邊約100米的海中央停泊拋錨，貴賓參觀超級遊艇時會安排小艇接駁上船參觀。

## 餐飲及設施
- 一樓西餐廳
- 觀海軒中餐廳
- 一樓酒廊
- 健身中心
- 室內及室外游泳池、池畔酒吧
- 標準高爾夫球場
- 兒童俱樂部

## 被澳門特區政府徵用作醫學觀察隔離設施
自2020年1月下旬起，澳門受COVID-19疫情影響，在疫情首個月一度出現多宗輸入或本地確診病例，其後在2020年3月疫情蔓延至全球，大批澳門居民和其他人士返回澳門，加上輸入確診病例增加導致澳門本地防疫負擔增加，可見及此，澳門特別行政區政府多次徵用該酒店用作“醫學觀察隔離酒店”用途。

### 首次被徵用作“指定醫學觀察酒店”用途
2020年3月20日，旅遊局獲得酒店方的同意，同時考慮到徵用作醫學觀察隔離設施情況和環境安全後，當局決定由當天起徵用該酒店全部208個房間，成為第二波疫情期間的第四間用作醫學觀察隔離用途的指定酒店。
2020年4月9日，該酒店已清空，沒有隔離人士入住，按衛生部門要求在完成清潔消毒後不再用作醫學觀察隔離指定酒店用途。

### 第二次被徵用作“指定醫學觀察酒店”用途
在2020年12月7日新型冠狀病毒感染應變協調中心記者會上，旅遊局代表宣佈，因應需要作醫學觀察的人士有所增加，12月6日起再徵用該酒店200間客房用作醫學觀察酒店用途。

### 用作隔離2021年1月海外返澳特別航班人士指定酒店
2021年1月18日，在新型冠狀病毒感染應變協調中心新聞發佈會上，當局證實同年1月21日會有115名於海外的澳門居民由歐洲、美洲和中東等海外國家經日本東京成田國際機場乘坐特別航班返回澳門，當局聯同多部門進行聯合接送行動，全程進行的嚴格閉環管理，包括於機場進行快速病毒檢測和規定入住該酒店進行隔離等措施。 旅遊局代表亦在新聞發佈會中表示，因應該航班乘客來自海外中風險地區包括美國、英國和阿聯酋等多個國家或地區，估計為較高風險群體，因此決定將乘客及機組人員全部統一安排入住同一間指定酒店，即鷺環海天度假酒店，不會有自選酒店的安排。而該酒店會安排專用樓層供該批人士入住，並配合衛生局做好酒店的房間分配。由於航班抵澳時間為晚上，在所有入境及檢測程序完成後才出發到酒店。考慮到在機場及酒店所進行的衛生防疫及檢疫工作繁多，特別呼籲各位家人不要到機場或酒店，因為出於衛生防疫考量，整個過程是以閉環式管理。乘客在入住酒店後，酒店會提供熱食給這些澳門居民，家人若有需要可以在翌日的指定時間將物資送到酒店。
2021年1月22日，在新型冠狀病毒感染應變協調中心特別新聞發佈會上，旅遊局代表表示，於1月21日晚上乘坐澳門航空特別航班由東京返回澳門的116人士，當中包括100名乘客及16名機組人員，已被安排到該酒店進行醫學觀察隔離。所有人士於同年2月11日完成醫學觀察，並接受7天自我健康管理。

### 針對台灣入境澳門人士專門醫觀酒店用途
2021年6月18日，旅遊局代表在應變協調中心新聞發佈會上宣佈，因應台灣COVID-19疫情升溫，為更好管理醫學觀察酒店，自6月21日開始，由台灣入境澳門的非澳門居民，只能入住該酒店。有關人士在台灣當地辦理值機手續時，必須出示由該酒店發出的預訂確認書。

### 恢復自選醫學觀察酒店用途
2021年12月1日起，旅遊局取消由台灣入境澳門的非澳門居民，只能入住該酒店的措施，相關人士可選擇入住任何一間自選醫學觀察酒店。

### 改用作一般自選醫學觀察酒店
2022年5月5日，在應變協調中心新聞發佈會上，當局公佈調整醫學觀察酒店最新安排，其中該酒店改用作一般自選醫學觀察酒店供由香港特別行政區來澳人士作醫學觀察。 對於相關措施實行，應變協調中心公佈由於酒店需要時間安排，該酒店接待由台灣來澳人士作醫學觀察的最後入住日期為5月15日，此後相關預訂將轉移至麗景灣藝術酒店，並在稍後會發出更新的預訂確認。

## 交通

### 自設交通
- 在未用作隔離設施時，該酒店設有免費穿梭巴士往返該酒店及外港客運碼頭。

### 公共交通
C670 鷺環海天酒店-2（Grand Coloane Resort-2）
路線：15、21A
C671 鷺環海天酒店-1（Grand Coloane Resort-1）
路線：15、21A